# ليوانلو
ليوانلو هي قرية في مقاطعة ميانة، إيران. عدد سكان هذه القرية هو 442 في سنة 2006.